# Histoire naturelle (Pline l'Ancien)
Pour les articles homonymes, voir Histoire naturelle (homonymie).

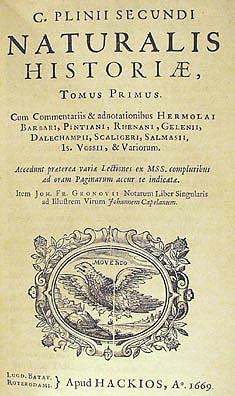
Naturalis Historia, édition de 1669. Le titre latin apparaît au génitif : Naturalis historiæ.

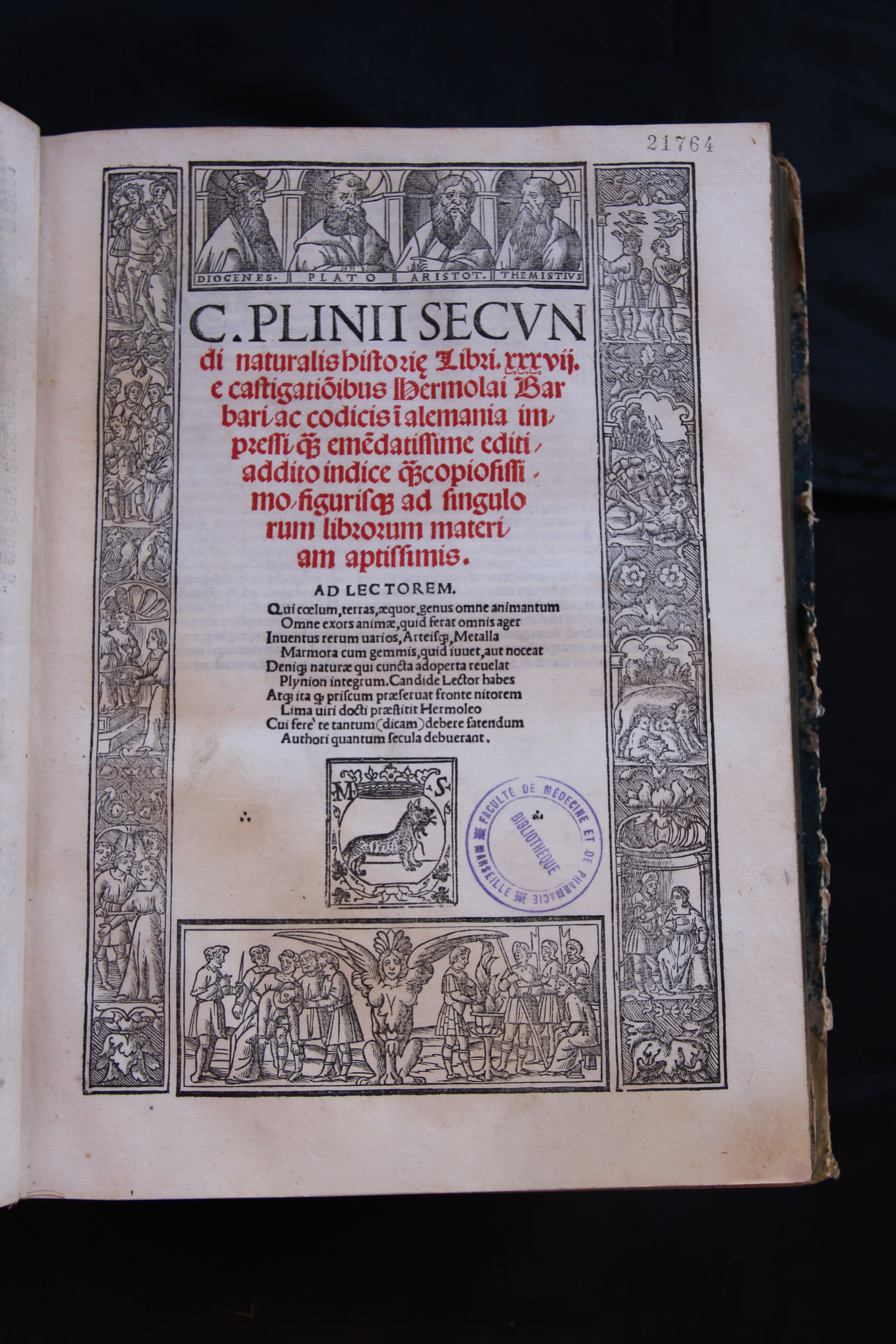
Naturalis historia, édition vénitienne de 1525.

L’Histoire naturelle (en latin Naturalis historia) est une œuvre en prose de 37 livres de Pline l'Ancien, qui souhaitait compiler le plus grand nombre possible d’informations et de culture générale indispensables à l’homme romain cultivé. Publiée vers 77, du vivant de son ami l'empereur Vespasien, elle est dédiée à son camarade de camp Titus, Pline étant alors un officier de cavalerie.
Pline avait conscience que la vie d’un homme était éphémère et pensait que le bonheur n’existait pas. Il considérait que l’homme devait donc utiliser le temps à bon escient afin de ne pas réduire sa capacité d’apprendre. Cette œuvre révèle que Pline est un stoïcien mêlé d’un sceptique. Elle reflète la vision romaine du monde et de la politique impériale de l'époque.
Cette monumentale encyclopédie, dans laquelle Pline a compilé le savoir de son époque, a longtemps été la référence en matière de connaissances scientifiques et techniques. Pline y a également recueilli des éléments merveilleux et des miracles, tout en gardant une distance par rapport aux faits rapportés. Pour la réaliser, Pline dit avoir consulté 2 000 ouvrages dus à 500 auteurs différents (la plupart des traités originaux sont perdus, mais pas tous comme les traités de zoologie d'Aristote ou ceux de botanique de Théophraste). Il rapporte aussi des techniques expérimentées au cours de ses campagnes militaires, comme la meilleure façon pour un cavalier de lancer son javelot. Selon son neveu Pline le Jeune, sa méthode de travail consistait à prendre des notes tandis qu'un de ses esclaves lui lisait un livre à haute voix,.

## Histoire

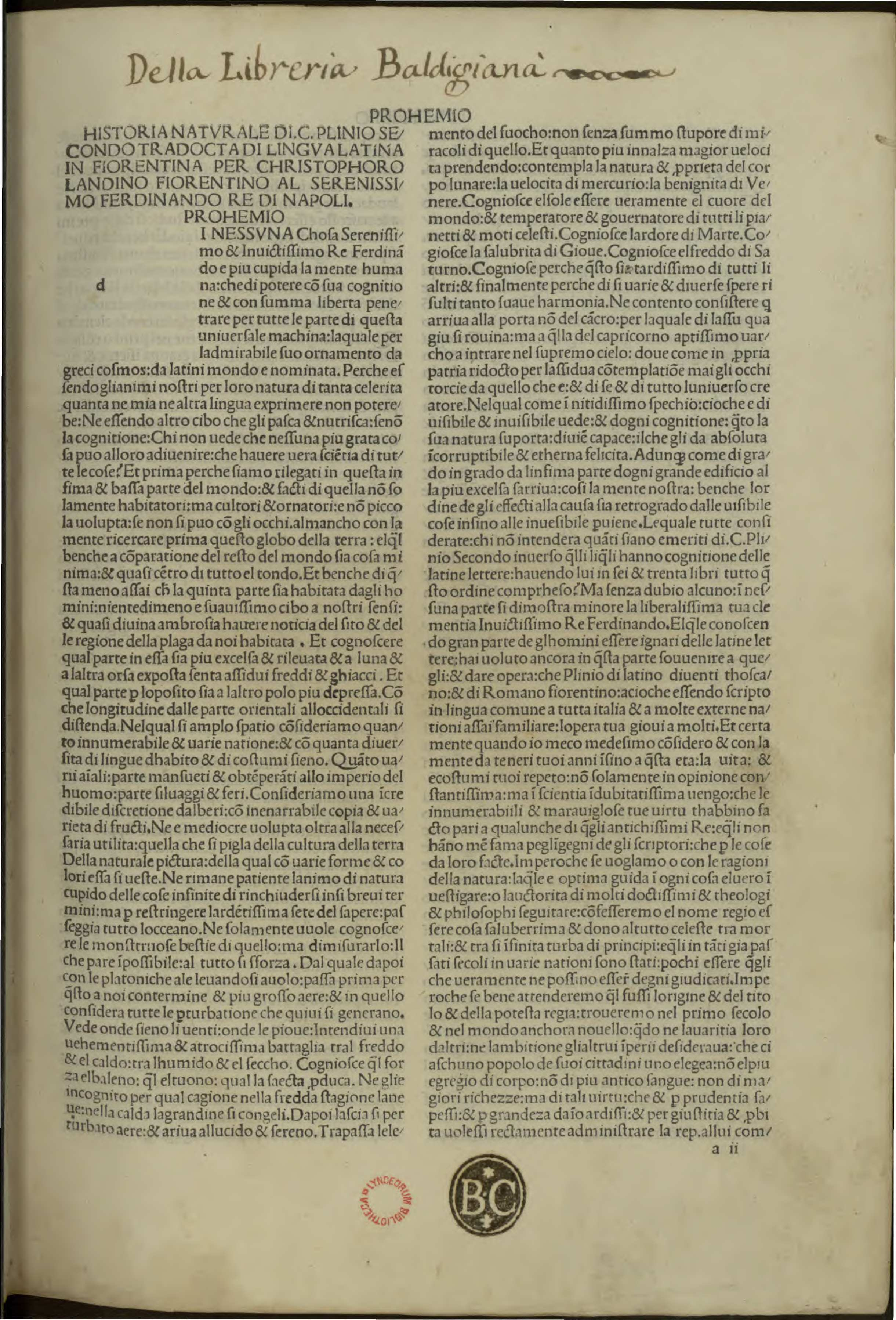
Incipit de Naturalis historia traduit par Cristoforo Landino, en l'édition de 1489.

Bien que cette œuvre soit la plus complète parvenue de l’Antiquité latine, il n'en reste aucune copie sur papyrus, tout juste quelques fragments sur parchemin du Ve siècle et des extraits du VIIIe siècle. Il faut attendre le XIIe siècle avant de voir apparaître une version intégrale puis une première publication très peu connue en 1469 par Nicolas Jenson. Une seconde publication est imprimée en 1470 par Sweynheym et Pannartz à partir de la publication de Giovanni Andrea Bussi, évêque d’Aléria. Cette version est considérée comme le point de départ de la tradition textuelle. Poussé par Jean Garnier, le jésuite Jean Hardouin prend en charge d'éditer l'œuvre de Pline pour la collection Ad usum Delphini du duc de Montausier, une tâche qu'il achève en cinq ans (Paris, 1685, puis 1723). Au XVIIe siècle, marqué par la révolution scientifique, les savants prennent de la distance vis-à-vis de cet ouvrage, mais au XVIIIe siècle, Buffon en fait son modèle pour son œuvre majeure, l’Histoire naturelle, générale et particulière, avec la description du Cabinet du Roy, ce qui lui vaut d'être qualifié de « Pline de Montbard ». Aux XIXe et XXe siècles, l'œuvre de Pline a perdu son intérêt scientifique, mais est activement étudiée par des historiens et érudits, ce qui explique notamment les deux cents éditions produites à la fin du XIXe siècle.
Son intérêt perdure au XXIe siècle, comme l'atteste l'édition critique en Pléiade en 2013 ou encore sa réédition dans la traduction d’Émile Littré aux Belles Lettres en 2017. En effet l'œuvre reprend des textes perdus par ailleurs, et décrit des techniques anciennes peu évoquées par les contemporains comme la fabrication de papyrus.

## Table des matières
La table des matières ci-dessous est un résumé reposant sur les noms modernes des principaux domaines étudiés dans ce traité universel fort de trente-sept livres.
| Volume   | Livres  | Contenus |
| -------- | ------- | --- |
| I        | 1       | Préface, table des matières et index d'auteurs. |
| I        | 2       | Description mathématique et physique du monde |
| II       | 3 - 6   | Géographie et ethnographie |
| II       | 7       | Anthropologie et physiologie humaine |
| III      | 8 - 11  | Zoologie, incluant les mammifères, les serpents, les animaux marins, les oiseaux, les insectes |
| IV - VII | 12 - 27 | Botanique, incluant l'agriculture, l'horticulture, en particulier de la vigne et de l'olivier, médecine |
| VIII     | 28 - 32 | Pharmacologie, magie, eau, vie aquatique |
| IX - X   | 33 - 37 | Exploitation minière et minéralogie, en particulier appliqué à la vie et à l'art, le travail de l'or et de l'argent, les statuaires en bronze, l'art, la peinture et les couleurs, les sculptures en marbre, les merveilles du monde, les pierres précieuses et gemmes |